# Světla nad bunkry
Světla nad bunkry je dobrovolnická akce, jejímž cílem je vytvořit pomyslný světelný řetěz nad objekty pohraničního opevnění. Každoročně se zúčastní desítky dobrovolníků a provozovatelů muzeí. 

## Vznik akce
Akce proběhla poprvé v roce 2016. Nultý ročník se uskutečnil v květnu, na připomínku osvobození Československa v roce 1945. Kvůli velkému zájmu dobrovolníků a médií se ale termín prvního ročníku přenesl na září, kdy připomněl mobilizaci Československé branné moci v roce 1938. Od toho roku se akce koná v září, o víkendu, který je nejblíže datu 23. září.

## Průběh akce
Samotnou myšlenkou je připomenutí si odvahy otců, dědů, pradědů, kteří byli připraveni v roce 1938 bránit svoji vlast. Provozovatelé pevnostních muzeí mívají například rozšířenou provozní dobu nebo speciální druhy prohlídek. Jiní pořádají promítání historických filmů či společné posezení u táboráku. Akce se ale zúčastňují i dobrovolníci, kteří sami nebo s rodinou nasvítí objekt. 

## Číselná statistika zúčastněných
| Ročník | Datum       | Počet objektů |
| ------ | ----------- | ------------- |
| 0.     | 7. 5. 2016  |               |
| 1.     | 24. 9. 2016 | >170          |
| 2.     | 23. 9. 2017 | >174          |
| 3.     | 22. 9. 2018 | 188           |
| 4.     | 21. 9. 2019 | 144           |
| 5.     | 26. 9. 2020 | 134           |
| 6.     | 25. 9. 2021 | 178           |
| 7.     | 24. 9. 2022 | 144           |
| 8.     | 23. 9. 2023 | 156           |
| 9.     | 21. 9. 2024 | 145           |